# Nils Liedholm
Nils Liedholm (Valdemarsvik, Švedska, 8. listopada 1920. – Cuccaro Monferrato, Italija, 5. studenog 2007.) bio je švedski nogometaš i trener. 

## Igračka karijera

### Švedska
Liedholm je započeo karijeru u Valdemarsviksu 1938. godine, nakon toga igra od 1943. do 1946. za IK Sleipner, te dvije godine za Norrköping

### Italija
Liedholm je prešao u talijanski A.C. Milan 1949. godine. Za Milan je igrao 12 godina, odigrao je 359 utakmica i postigao 81 pogodak. 
Za Švedsku nogometnu reprezentaciju odigrao je 33 utakmice i postigao 43 utakmice. Na Olimpijskim igrama u Londonu 1948. osvojio je zlatnu medalju. Zajedno s Gunnarom Grenom i Gunnarom Nordahlom čin trio Gre-No-Li.

## Trenerska karijera
U Milanu je u od 1961. do 1963. bio pomoćni trener, a od 1963. do 1966. glavni trener. Nakon Milana trenirao je jedanaest talijanskih klubova Veronu, Monzu, Varese, Romu i Fiorentina, neke u više navrata.

## Vanjske poveznice
- Profil
- Detalji karijere - od strane Roberta Mamruda, RSSSF
- Liedholm Vinarija službena web stranica